# Estoril Open 2010
Die Estoril Open 2010 waren ein Tennisturnier der WTA Tour 2010 für Damen und ein Tennisturnier der ATP World Tour 2010 für Herren, die zeitgleich vom 3. bis 9. Mai 2010 stattfanden. Es handelte sich um die 21. Auflage des Tennis-Sandplatzturniers im portugiesischen Oeiras.
Titelverteidiger im Einzel war Albert Montañés bei den Herren sowie Yanina Wickmayer bei den Damen. Im Herrendoppel war die Paarung Eric Butorac und Scott Lipsky, im Damendoppel die Paarung Raquel Kops-Jones und Abigail Spears Titelverteidiger.

## Herrenturnier
→ Hauptartikel: Estoril Open 2010/Herren
→ Qualifikation: Estoril Open 2010/Herren/Qualifikation

## Damenturnier
→ Hauptartikel: Estoril Open 2010/Damen
→ Qualifikation: Estoril Open 2010/Damen/Qualifikation